# Episodi di Street Justice (prima stagione)
La prima stagione della serie televisiva Street Justice è stata trasmessa in anteprima negli Stati Uniti d'America in syndication tra il 29 settembre 1991 e il 16 maggio 1992.
| nº | Titolo originale  | Titolo italiano | Prima TV USA      | Prima TV Italia |
| -- | ----------------- | --------------- | ----------------- | --------------- |
| 1  | Legacy (Part 1)   |                 | 29 settembre 1991 |                 |
| 2  | Legacy (Part 2)   |                 | 29 settembre 1991 |                 |
| 3  | Loyalties         |                 | 5 ottobre 1991    |                 |
| 4  | Kid Stuff         |                 | 12 ottobre 1991   |                 |
| 5  | Tables Turned     |                 | 19 ottobre 1991   |                 |
| 6  | Shadows           |                 | 26 ottobre 1991   |                 |
| 7  | Sanctuary         |                 | 2 novembre 1991   |                 |
| 8  | The Group         |                 | 9 novembre 1991   |                 |
| 9  | Friendly Fire     |                 | 16 novembre 1991  |                 |
| 10 | Self Defense      |                 | 23 novembre 1991  |                 |
| 11 | Bashing           |                 | 30 novembre 1991  |                 |
| 12 | Homecoming        |                 | 10 gennaio 1992   |                 |
| 13 | Parenthood        |                 | 18 gennaio 1992   |                 |
| 14 | Partner in Crime  |                 | 25 gennaio 1992   |                 |
| 15 | Protectors        |                 | 1º febbraio 1992  |                 |
| 16 | Backbeat          |                 | 15 febbraio 1992  |                 |
| 17 | Debt of Honor     |                 | 22 febbraio 1992  |                 |
| 18 | Bad Choices       |                 | 29 febbraio 1992  |                 |
| 19 | Eye Witness       |                 | 25 marzo 1992     |                 |
| 20 | The Long Way Home |                 | 2 maggio 1992     |                 |
| 21 | Catcher           |                 | 9 maggio 1992     |                 |
| 22 | Missing           |                 | 16 maggio 1992    |                 |